# 공법행위
공법행위(公法行爲)는 일반적으로 공법관계의 법률행위로서, 공법적 효과를 발생 · 변경 · 소멸시키는 행위를 말한다.

## 종류
행위주체의 공법행위(공권)
행정주체에 의한 공법행위로는 행정입법·행정행위 등과 같이 행정주체가 우월적 지위에서 행하는 것과 공법상 계약·공법상 합동행위 등과 같이 대등한 지위에서 행하는 것이 있다.
개인적 공권
개인적 공권이라 했을 때는, 공법관계에서 사인이 국가 등의 행정주체에 대하여 가지는 권리를 말하며, 종래 게오르크 옐리네크의 국가에 대한 국민의 지위론을 기초로 자유권(예, 신체의 자유, 종교의 자유, 언론 · 출판 · 집회 · 결사의 자유), 수익권(예, 공법상의 금전청구권, 공물사용권, 영조물이용권), 참정권(예, 선거권, 공무담임권, 국민투표권)으로 구분되어 왔다.

## 같이 보기
- 공법상 사건

## 참고 문헌
- 김철용, 행정법 2(김철용)(제5판), 박영사. (ISBN 9788910513230)